# James Maclaren
Pour les articles homonymes, voir MacLaren.
James Maclaren, né le 19 mars 1818 à Glasgow et mort le 10 février 1892 à Buckingham, est un homme d'affaires et homme politique canadien. Il se consacre principalement à la première transformation du bois et devient, à la fin de sa vie, l'un des hommes les plus riches du Canada. Il occupe également la fonction de maire de Buckingham à deux reprises, soit de 1879 à 1882 et de 1885 à 1886.

## Biographie

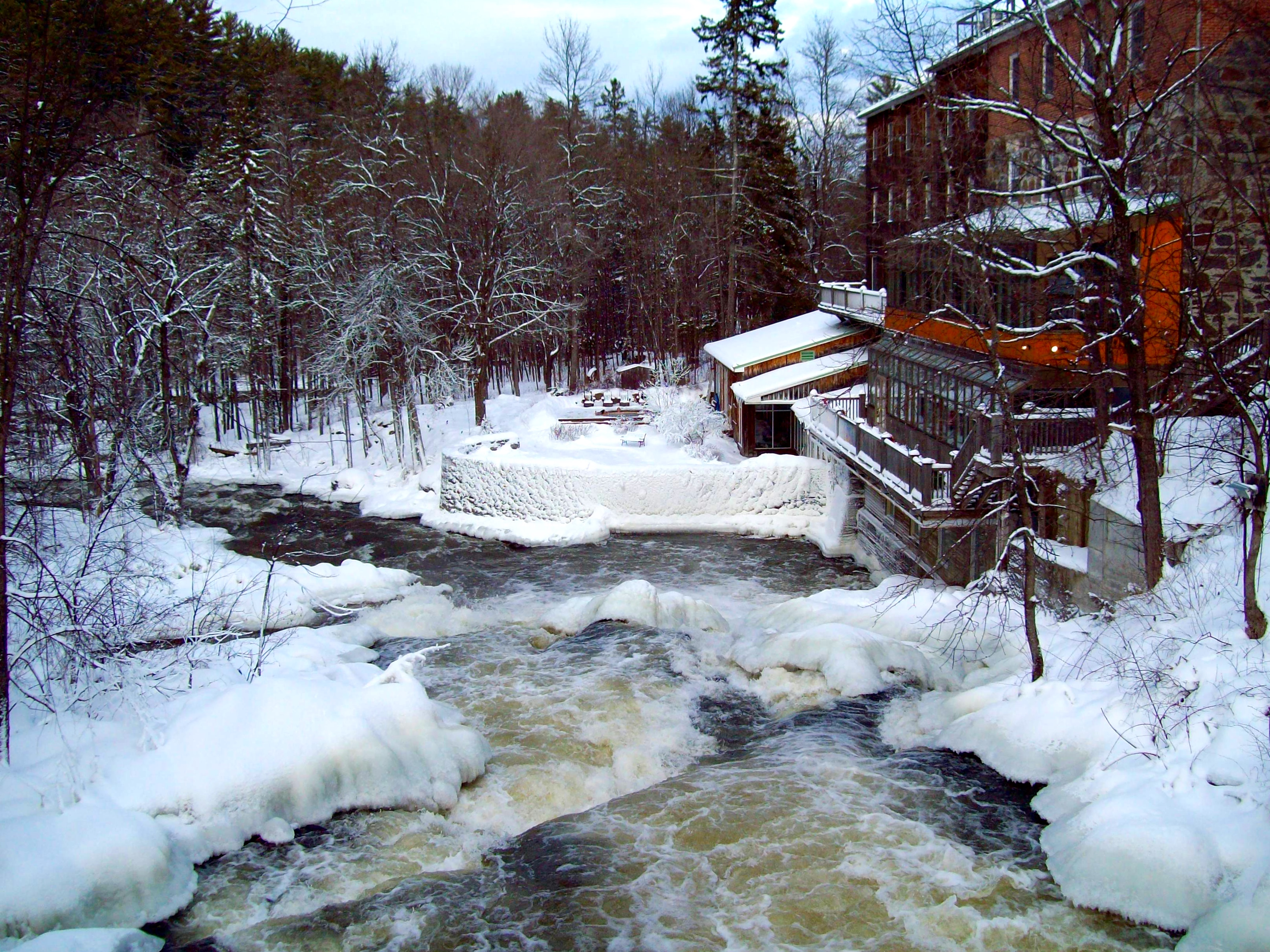
Les cascades Maclaren, sur la rivière la Pêche, et l'ancien moulin de Wakefield. Acheté par les Maclaren en 1844, incendié en 1910, il est reconstruit. Exploité jusqu'en 1980, c'est aujourd'hui une auberge.

Fils de David Maclaren et d’Elizabeth Barnet, James naît le 19 mars 1818 à Glasgow, en Écosse. Quatre ans plus tard, la famille arrive dans le Haut-Canada. Dans les années 1840, elle s'établit à Wakefield, dans le Bas-Canada. Le 13 janvier 1847, James épouse Ann Sully, dont il aura 13 enfants.
À la fin des années 1840, il fonde à Wakefield avec son frère David la James Maclaren and Company, une entreprise diversifiée (magasin général, moulin à farine, moulin à scie, filature de laine cardée, briqueterie) qui va s'orienter de plus en plus vers le commerce de billots de pin blanc achetés aux habitants des bords de la rivière Gatineau. En 1853, James fonde avec trois associés une deuxième société, pour louer une grande scierie de New Edinburgh, les New Edinburgh Mills.
En 1864, avec son frère John et trois nouveaux associés, il fonde une troisième société en vue d'acquérir les scieries de Buckingham, sur la rivière du Lièvre. Ayant racheté les parts de ses trois premiers associés, il acquiert en 1866 les New Edinburgh Mills. En 1872, James et John deviennent seuls propriétaires des scieries de Buckingham. La ville va se développer sous l'impulsion de Maclaren, et rester le principal foyer de ses activités. En 1874, pour financer les compagnies forestières, James fonde avec des entrepreneurs forestiers la Bank of Ottawa. Principal promoteur, il va en rester le président jusqu'à sa mort.
À la mort de John, en 1875, James rachète les parts que celui-ci détenait dans les scieries de Buckingham, dans la James Maclaren and Company, dans la W. McClymont and Company (vente de bois) d'Ottawa et dans la Blackburn and Company (manufacture de lainages et de drap) de New Edinburgh. En 1880, il participe à la fondation de la Hull Iron Company Limited. En 1889, il fonde la North Pacific Lumber Company. Il est à cette époque l'un des hommes les plus riches du Canada.
Il meurt le 10 février 1892 à Buckingham. Ses cinq fils fondent le 28 juin 1895 la James Maclaren Company Limited.